# Blå Gotland
Blå Gotland var en hårdost av hushållstyp som lanserades av Arla 1993 och tillverkades på Stånga mejeri på Gotland. Sin typiska smak fick den bland annat av mjölk från kor på södra Gotland. Osten tillverkades i kuber på omkring 1 kg som i sin helhet vaxades med blått vax och såldes till konsument utan ytterligare förpackning.
Blå Gotland skapades som en ersättare för Koggosten och var ursprungligen tänkt att säljas till turister. Den blev snabbt populär bland just Gotlandsturisterna.
Redan samma år som den lanserades tog den EM-guld i förpackning och så småningom exporterades den till Ryssland, Tyskland, Danmark och USA. Osten marknadsfördes med bilder av karg, gotländsk natur och ett frakturstilsliknande typsnitt och sloganen "En mild ost med stark karaktär".
Stånga mejeri lades ned i februari 2004 och sista Blå Gotland tillverkades 25 november 2003.